# Фонда Лі
Фонда Лі (народилася 10 березня 1979) — канадсько-американська  авторка спекулятивної фантастики. Вона найбільш відома тим, що написала «Сагу про зелену кістку», перша з яких, «Нефритове місто » , отримала Всесвітню премію у жанрі фентезі 2018 року та була названа журналом Time однією зі 100 найкращих фантастичних книг усіх часів.   «Сага про зелену кістку» також була включена до списку NPR «50 улюблених науково-фантастичних і фентезі-книг останнього десятиліття». 

## Біографія
Лі народилася і виросла у Калгарі, Альберті, Канаді, а зараз проживає в Портленді, Орегон, США.   Вона відвідувала Стенфордський університет, де здобула ступінь магістра ділового адміністрування.  Перш ніж стати письменницею, вона працювала корпоративним стратегом.  Лі є майстром бойових мистецтв і має чорний пояс в карате та кунг-фу.  

## Кар'єра
Дебютний молодіжний науково-фантастичний роман Лі Нульбоксер (Zeroboxer) був опублікований Flux Books і номінований на премію Андре Нортона 2016 року.  Він отримав позитивні відгуки від Publishers Weekly та Kirkus Reviews, які описали його як «наукова фантастика першого класу і також чудовий спортивний роман». 
Серію «Екзо» для підлітків видавництво Scholastic опублікувало на початку 2017 року з першим томом «Екзо», який був добре сприйнятий критиками, був номінований на премію Андре Нортона 2017 року та виграв премію «Аврора» 2018 року як найкращий роман для молоді.      Другий том, «Перехресний вогонь», був опублікований у 2018 році, був номінований на премію «Локус» у 2019 році як «Найкращий роман для молоді» та виграв премію «Аврора» у 2019 році як «Найкращий роман для молоді ».    
Її оповідання «Старі душі» 2017 року було опубліковано в журналі «Where the Stars Rise: Asian Science Fiction & Fantasy» і було номіновано на премію «Аврора» 2018 року за найкращу короткометражну прозу та премію World Fantasy Award 2018 за найкращу короткометражну прозу.   Її оповідання 2020 року «I (28M) Created a Deepfake Girlfriend and Now My Parents Think We’re Getting Marriend» було номіновано на премію Locus 2020 як найкраще оповідання. 
Її дебютний роман для дорослих «Нефритове місто», перший у «Сазі про зелену кістку», був опублікований видавництвом Orbit Books у 2017 році та отримав схвальні відгуки критиків.     Нефритове місто тримало премію World Fantasy Award 2018 і премію «Аврора» за найкращий роман, а також був номінований на премію Небьюла 2018 за найкращий роман і премію Locus 2018 за найкращий фантастичний роман.     Нефритове місто">»</a> увійшло до списку журналу Time «Найкращі фентезі-книги всіх часів». Другий роман у серії, «Нефритова війна», був опублікований у 2019 році, отримав огляд із зірочкою та статус тижневого вибору від Publishers Weekly, огляд із зірочкою від Kirkus Reviews і був номінований на премію Locus, Dragon Award, Aurora Award та Ignyte Award.        Кінцевий третій том серії, «Нефритова спадщина», був опублікований у 2021 році і також отримав визнання читачів і критиків, отримавши огляд із зірочками та щотижневий вибір від Publishers Weekly, огляд із зірочками від Library Journal, отримавши премію Locus у 2022 році за найкраще фентезі Роман і премію «Аврора» 2022 року за найкращий роман, а також номінацію на премію «Дракон» за найкращий роман.     Серія «Сага про зелену кістку» в цілому також заслужила похвалу, отримавши номінацію на премію Г’юго за найкращий серіал, і була включена до списку NPR «50 улюблених науково-фантастичних і фентезі-книг останнього десятиліття».   У 2022 році видавництво Subterranean Press опублікувало окрему повість Лі під назвою «Нефритовий монтажник  Джанлуну». У 2024 році «Нефрітове місто» вперше вийде в перекладі українською мовою від видавництва Жорж. 
У 2020 році було оголошено, що телесеріал, заснований на Нефритовому місті, розробляється в Peacock, а Лі буде виступати продюсером-консультантом. Але вже у липні 2022 року було оголошено, що Peacock скасував проєкт, але Лі поділився у Twitter, що команда шукає інший сервіс, щоб взятися за це.
Нова фентезі новела Лі «Неприв'язане небо»  була опублікована Tor.com у квітні 2023 року. 
У грудні 2022 року Лі оголосила, що співпрацює з Шеннон Лі (не має стосунків), донькою покійного актора та майстра бойових мистецтв Брюса Лі, над серією молодіжних фантастичних романів, натхненних творами Брюса Лі під назвою  «Охоронець сувою». Згідно з повідомленням Wednesday Books придбали права на дуологію та планують видати першу книгу у 2024 році.
У березні 2023 року видавництво Orbit Books оголосило, що воно придбало права на роман «Останній контракт Ісако», про самураїв-кіберпанків, який вийшов у зиму 2025 року 

## Нагороди
| Рік презентації | номінант                                                                       | Нагорода             | Категорія                      | Результат   | посилання     |
| --------------- | ------------------------------------------------------------------------------ | -------------------- | ------------------------------ | ----------- | ------------- |
| 2016 рік        | Нульбоксер                                                                     | Премія Nebula        | Премія Андре Нортона           | Фіналіст    | [ 9 ]         |
| 2018 рік        | Екзо                                                                           | Премія Nebula        | Премія Андре Нортона           | Фіналіст    | [ 9 ] [ 14 ]  |
| 2018 рік        | Екзо                                                                           | Премія «Аврора».     | Найкращий роман YA             | Перше місце | [ 15 ]        |
| 2018 рік        | Нефритове місто                                                                | Премія Nebula        | Найкращий роман                | Номінація   | [ 14 ]        |
| 2018 рік        | Нефритове місто                                                                | World Fantasy Awards | Найкращий роман                | Перше місце | [ 20 ] [ 45 ] |
| 2018 рік        | Нефритове місто                                                                | Премія «Аврора»      | Найкращий роман                | Перше місце | [ 15 ]        |
| 2018 рік        | Нефритове місто                                                                | Премія Локус         | Найкращий фантастичний роман   | Номінація   | [ 25 ]        |
| 2018 рік        | «Старі душі»                                                                   | Премія «Аврора»      | Кращий короткий художній роман | Номінація   | [ 15 ]        |
| 2018 рік        | «Старі душі»                                                                   | World Fantasy Awards | Кращий короткий художній роман | Номінація   | [ 20 ] [ 45 ] |
| 2019 рік        | Перехресний вогонь                                                             | Премія Локус         | Найкраща книга для молоді      | Номінація   | [ 17 ]        |
| 2019 рік        | Перехресний вогонь                                                             | Премія «Аврора»      | Найкращий роман YA             | Перше місце | [ 18 ]        |
| 2020 рік        | «Я (28M) завів дівчину Deepfake, і тепер мої батьки думають, що ми одружимося» | Премія Локус         | Найкраще оповідання            | Номінація   | [ 21 ]        |
| 2020 рік        | Нефритова війна                                                                | Нагороди Дракона     | Найкращий фантастичний роман   | Номінація   | [ 28 ]        |
| 2020 рік        | Нефритова війна                                                                | Премія «Аврора».     | Найкращий роман                | Номінація   | [ 29 ]        |
| 2020 рік        | Нефритова війна                                                                | Нагороди Ignyte      | Найкращий роман – для дорослих | Номінація   | [ 30 ] [ 31 ] |
| 2020 рік        | Нефритова війна                                                                | Премія Локус         | Найкращий фантастичний роман   | Номінація   | [ 21 ]        |
| 2022 рік        | Нефритова спадщина                                                             | Премія Локус         | Найкращий фантастичний роман   | Перше місце | [ 34 ]        |
| 2022 рік        | Нефритова спадщина                                                             | Премія «Аврора».     | Найкращий роман                | Перше місце | [ 35 ]        |
| 2022 рік        | Нефритова спадщина                                                             | Нагороди Дракона     | Найкращий фантастичний роман   | Номінація   | [ 36 ]        |
| 2022 рік        | Сага про зелену кістку                                                         | Премія Г'юго         | Кращий серіал                  | Номінація   | [ 37 ]        |

### Романи

#### Автономний
- Нульбоксер (Flux Books, 2015)

#### СеріяEкзо
- Eкзо( Scholastic, 2017)
- Перехресний вогонь ( Scholastic, 2018)

#### Сага про зелену кістку
1. Нефритовий монтажник Джанлуну ( Subterranean Press, 2022) — окрема новела-приквел
2. Осколки нефриту (Subterranean Press, 2023) – збірка з 4 оповідань-приквелів
3. Нефритове місто (Orbit Books, 2017)
4. Нефритова війна (Orbit Books, 2019)
5. Нефритова спадщина (Orbit Books, 2021)

### Коротка художня проза
- "Universal Print" , first published in Crossed Genres, issue #26 (2015)
- "Универсальний друк" , вперше опубліковане у журналі Crossed Genres, випуск 26 (2015)
- "Спектральний" , вперше опубліковане у журналі Perihelion (2016)
- "Старі душі", вперше опубліковане у журналі Where the Stars Rise: Asian Science Fiction & Fantasy (2017)
- "Ласкаво просимо до Легіону шести", вперше опубліковане у The Overcast, випуск 102 (2019)
- "Я (28Ч) створив дівчину діпфейком і тепер мої батьки думають що ми одружимося"  , вперше опубліковане у MIT Technology Review  (2020).
- "Вічна коктейльна вечірка проклятих" , вперше опубліковане у Uncanny Magazine, issue #46 (2022)
- Неприв'язане небо, новела, Tor.com (2023)

## Дивись також
- Список авторів фентезі